# Wiener-Schmidt-Preis
Der Wiener-Schmidt-Preis ist eine wissenschaftliche Auszeichnung, die seit dem Jahre 1996 gemeinsam von der Deutschen Gesellschaft für Kybernetik, Informations- und Systemtheorie, der Gesellschaft für Pädagogik und Information e. V. (GPI) und der Leibniz-Sozietät der Wissenschaften vergeben wird.
Der Preis ist undotiert und besteht aus einer Medaille mit Porträts von Norbert Wiener und Hermann Schmidt, einer von autorisierten Repräsentanten der Vergabeinstitutionen und der Jury unterzeichneten Urkunde, dem von der Jury zu liefernden Begründungstext der aktuellen Preiszuerkennung (Laudatio) sowie einer Druckschrift mit Texten über das Wirken von Wiener und Schmidt, über den Wiener-Schmidt-Preis und über dessen Vergabeinstitutionen.
Laut Statut soll durch den Preis eine „dokumentierte, wesentliche Einzelleistung oder das wissenschaftliche Lebenswerk des Preisträgers gewürdigt werden“.
Der Preis ist benannt nach dem Begründer der Kybernetik Norbert Wiener und dem Pionier der Regelungstechnik Hermann Schmidt.

## Geschichte
Die Stiftung des Preises wurde 1994 zwischen Gerhard E. Ortner (GPI) und Helmar Frank (Deutsche Gesellschaft für Kybernetik) vereinbart und am 9. Dezember 1994 bei einer Feststunde der Technischen Universität Berlin zum 100. Geburtstag von Norbert Wiener und Herrmann Schmidt verkündet.

## Preisträgerinnen und Preisträger (Auszug)
- 1996: Milos Lánský[1]
- 1998: Klaus Weltner[1]
- 2000: Uwe Lehnert[1][3]
- 2002: Friedhart Klix[1]
- 2004: Klaus Krippendorff[1]
- 2022: Horst Völz und Klaus Fuchs-Kittowski[4][5][6]
- 2024: Erdmute Sommerfeld und Werner Krause[7]